# Hôtel Marlborough-Blenheim
L'hôtel Marlborough-Blenheim  était un hôtel américain situé à Atlantic City (New Jersey), construit entre 1902 et 1906 et démoli en 1979.

## Dans la culture

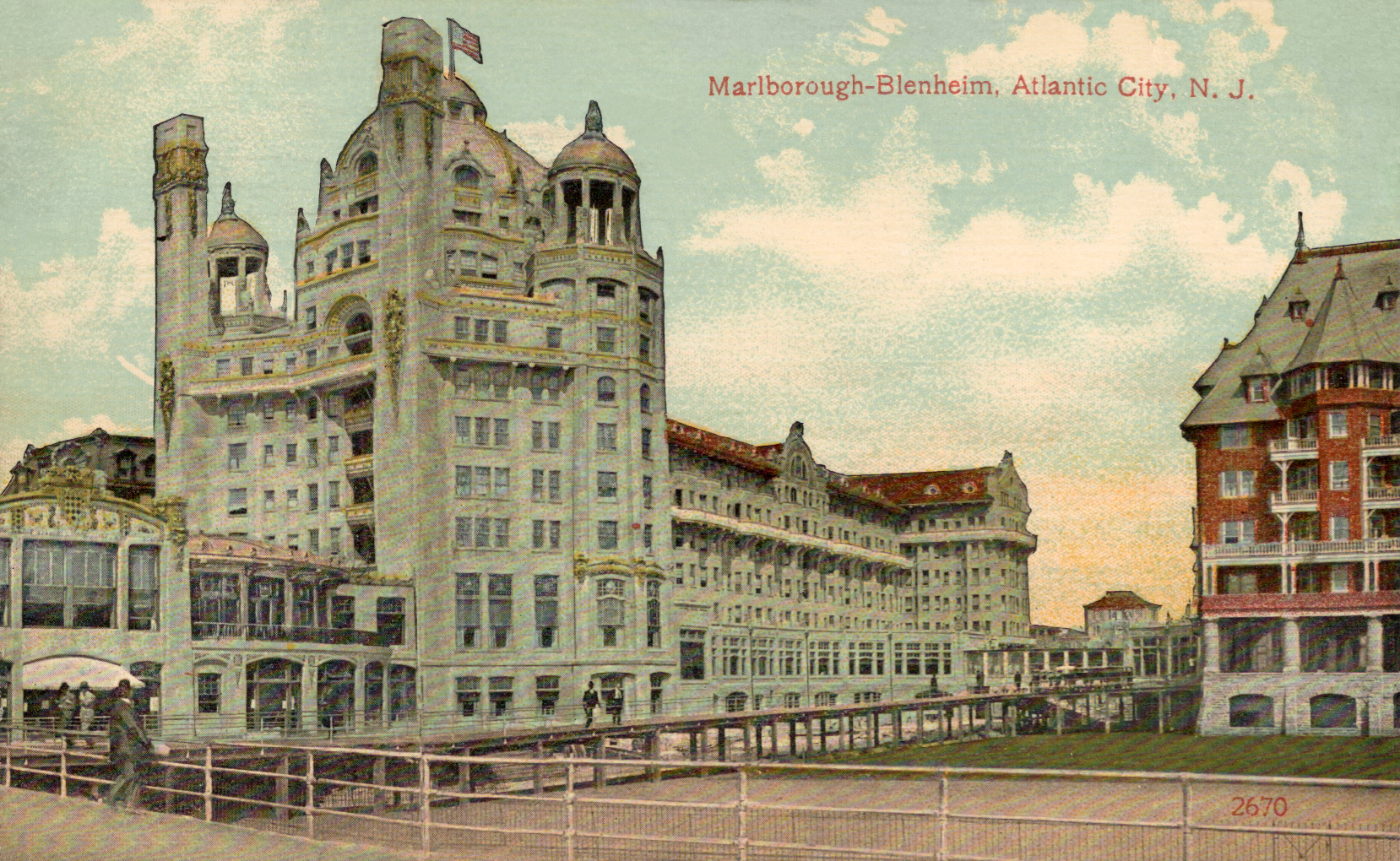

- Une grande partie du film de Bob Rafelson The King of Marvin Gardens en 1972, avec Jack Nicholson et Bruce Dern, se passe dans l'hôtel et la ville d'Atlantic City.
- 2010 : une reproduction de l'hôtel joue un rôle central dans la série télévisée Boardwalk Empire. Si l'apparence est très similaire à celle du vrai Marlborough-Blenheim, le bâtiment est dénommé « Ritz-Carlton » dans la série.